# Långatjärnen (Sätila socken, Västergötland)
Långatjärnen är en sjö i Marks kommun i Västergötland och ingår i Rolfsåns huvudavrinningsområde. Sjön har en area på 0,0685 kvadratkilometer och ligger 106 meter över havet.

## Delavrinningsområde
Långatjärnen ingår i det delavrinningsområde (638783-129401) som SMHI kallar för Utloppet av Stora Öresjön. Medelhöjden är 118 meter över havet och ytan är 9,12 kvadratkilometer. Det finns ett avrinningsområde uppströms, och räknas det in blir den ackumulerade arean 13,85 kvadratkilometer. Sundstorpsån som avvattnar avrinningsområdet har biflödesordning 2, vilket innebär att vattnet flödar genom totalt 2 vattendrag innan det når havet efter 27 kilometer. Avrinningsområdet består mestadels av skog (54 %). Avrinningsområdet har 2,54 kvadratkilometer vattenytor vilket ger det en sjöprocent på 27,8 %.